# Psych
Psych ist eine US-amerikanische Comedy-Krimiserie, die von den Ermittlungen des Detektivs und vorgeblichen Hellsehers Shawn Spencer und seines Partners Burton Guster handelt. Sie besteht aus acht Staffeln mit insgesamt 121 Episoden, darunter auch der etwa 90 Minuten lange Musical-Fernsehfilm Psych: The Musical und ein nachfolgender Film Psych: The Movie Ende 2017. 2020 und 2021 folgten die Filme Psych 2: Lassie Come Home und Psych 3: This Is Gus.
Die Erstausstrahlung erfolgte vom 7. Juli 2006 bis zum 26. März 2014 beim Kabelsender USA Network. In der Schweiz zeigte 3+ die Serie vom 25. Oktober 2007 an; die Ausstrahlung im deutschen Fernsehen begann am 30. Oktober 2007 bei RTL.

## Handlung
Shawn Spencer ist ein junger Mann, der sich in Santa Barbara mit Gelegenheitsjobs über Wasser hält. Mit einer außergewöhnlichen Beobachtungsgabe ausgestattet, erkennt er zunächst in Fernsehberichten von Tatorten gelegentlich wichtige Hinweise und teilt diese der Polizei telefonisch mit. Eines Tages gerät er selbst ins Visier der Ermittler und wird als Tatverdächtiger verhaftet. Um sich aus der Situation zu retten, behauptet er, ein Medium zu sein. Die Hinweise habe er durch übersinnliche Wahrnehmungen erhalten.
Obwohl die Beamten skeptisch bleiben, wird Shawn als spiritueller Berater für den Fall engagiert und kann ihn mit Hilfe seines Freundes Burton „Gus“ Guster lösen. Die beiden gründen daraufhin die Agentur Psych, in der sich Shawn als hellseherischer Detektiv ausgibt. Im Laufe der Zeit gibt das Polizeirevier immer wieder Fälle an die beiden ab.
Die meisten Episoden kommen ohne Gewaltdarstellung aus, der Fokus liegt auf Shawns Beobachtungen am Tatort und anderen Schlüsselorten. Die Momente vor der Tat werden im Laufe der Handlung aus Rückblenden, Kommentaren und Beweisstücken rekonstruiert.

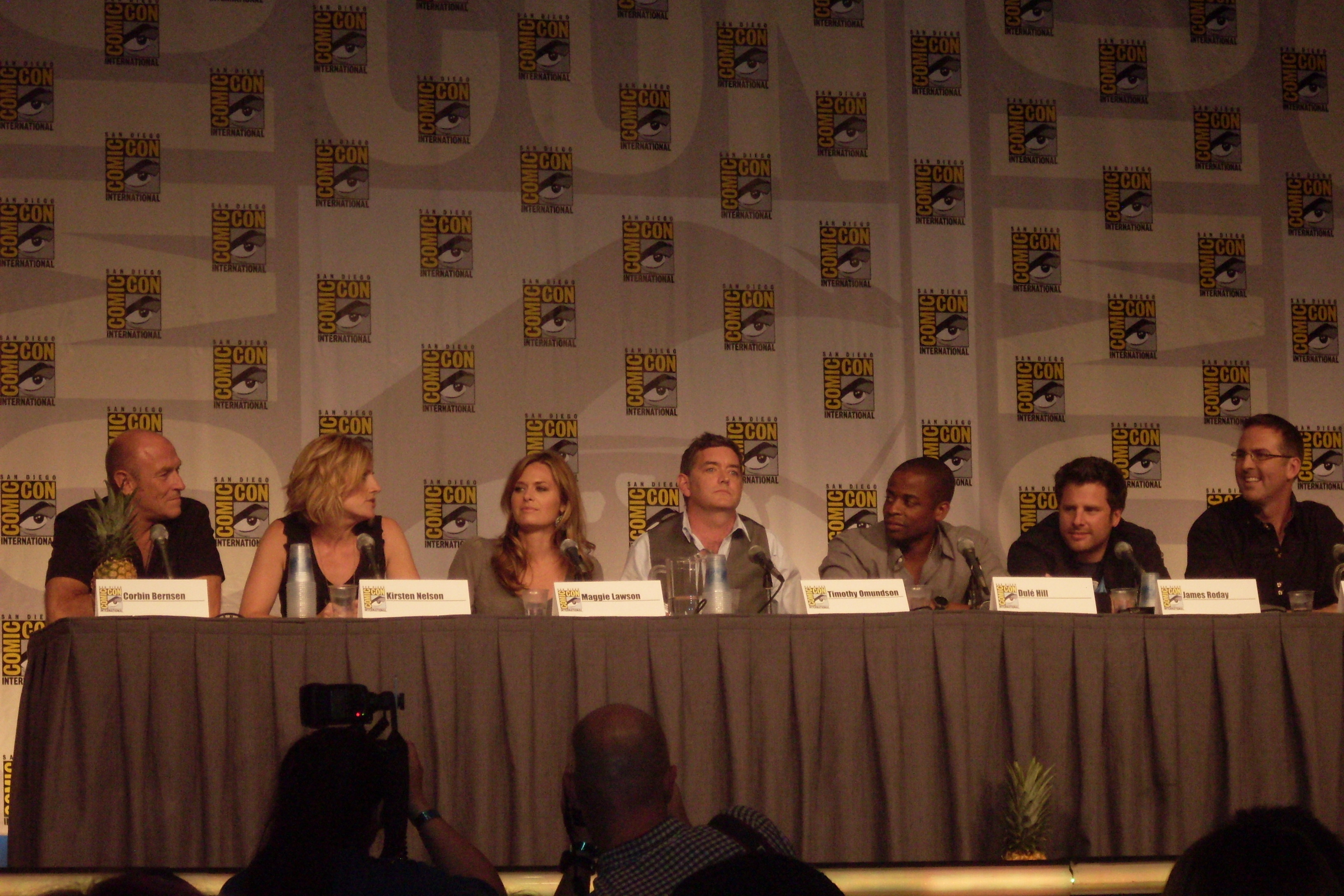
Auf der Comic Con 2010 von links nach rechts: Henry Spencer (Corbin Bernsen), Karen Vick (Kirsten Nelson), Juliet O’Hara (Maggie Lawson), Carlton Lassiter (Timothy Omundson), Burton „Gus“ Guster (Dulé Hill) und Shawn Spencer (James Roday); ganz rechts Steve Franks, Schöpfer der Serie.

## Figuren

### Shawn Spencer
Shawn Spencer ist der Sohn des ehemaligen Polizeiobermeisters Henry Spencer und der Polizeipsychologin Madeleine Spencer, die ein fotografisches Gedächtnis hat. Henry bereitete Shawn seit dessen achtem Lebensjahr auf eine Laufbahn als Polizist vor und schulte gezielt die außergewöhnliche Auffassungsgabe des Jungen, meist durch Aufgaben aus dem Alltag. Im Alter von 15 Jahren erzielte Shawn die Höchstpunktzahl von 100 Punkten bei der Prüfung für Detectives.
Nachdem Shawn die Leland Bosseigh High School in Santa Barbara im Jahr 1995 abgeschlossen hatte, ließ sich Madeleine von Henry scheiden, um sich im Job entfalten zu können. Um sie zu schützen, sagte Henry Shawn jedoch, er hätte sich um die Scheidung bemüht. Shawn stellte sich daraufhin gegen die Pläne seines Vaters, kehrte der Polizei den Rücken und hält sich seither mit Gelegenheitsjobs über Wasser.
Psych ist der erste Job, den er auf Dauer behalten kann. Statt auf Verhöre, Zeugenaussagen und Bürokratie setzt Shawn auf Einfallsreichtum, seine Beobachtungsgabe und Burton Gusters Fachwissen. In Ermangelung „echter“ Wahrsagerfähigkeiten bedient sich Shawn einfacher Beobachtungen, die er jederzeit abrufen und geschickt verknüpfen kann.

### Burton Guster
Burton „Gus“ Guster kennt Shawn schon seit seiner Kindheit und ist dessen bester Freund. Eigentlich ist er Pharmavertreter, wird zu Beginn der Serie aber des Öfteren von Shawn bei seiner Arbeit gestört, um bei einem Fall behilflich zu sein. Burton gilt als sehr zuverlässig und fürchtet, durch Shawns Besuche seinen Arbeitsplatz zu verlieren. Er lässt sich aber oft zur Mitarbeit überreden, da er auch hofft Kunden zu gewinnen, während sie Ärzte in einem Fall befragen.
Später wird er Shawns Geschäftspartner und hilft offiziell bei den Fällen, dabei ist er immer um ein seriöses Auftreten von Psych bemüht. Gus trägt vor allem durch seine medizinischen Fachkenntnisse, einem breiten Allgemeinwissen sowie seinem ausgeprägten Geruchssinn zur Lösung vieler Fälle bei. Ein Running-Gag der Serie sind die „Decknamen“ Gusters, welche ihm von Shawn bei der Befragung von Personen gegeben werden.

### Carlton Lassiter
Carlton „Lassie“ Lassiter ist leitender Detective im Santa Barbara Police Department. Er kann Shawn nicht leiden und nimmt ihm seine Rolle als Medium nicht ab. Lassiter muss in der zweiten Staffel zweimal (Folgen 19 und 29) auf Shawns Dienste zurückgreifen, was er als persönliche Niederlage wertet. Er gilt als Waffennarr und -kenner, der ausgiebig von seinen Schusswaffen Gebrauch macht. Außerdem hat er eine Scheidung durchgemacht.

### Juliet O’Hara
Juliet „Jules“ O’Hara ist eine junge Polizistin. Sie wird in der zweiten Folge aus Miami Beach nach Santa Barbara versetzt und zur neuen Kollegin von Detective Lassiter ernannt, nachdem Shawn dessen Verhältnis mit seiner vorherigen Partnerin aufgedeckt hat. Sie bewundert Shawn und steht seinen unkonventionellen Ermittlungsmethoden offen gegenüber. Sie ahnt, dass er kein Medium ist, kann aber die letzten Zweifel nicht abschütteln. Trotz ihrer Zweifel an Shawns hellseherischen Fähigkeiten kommt sie in Staffel 5 mit Shawn zusammen. Obwohl O’Hara im Laufe der zweiten Staffel beruflich Lassiter gleichgestellt wird, gibt er ungern Fälle an sie ab und beschäftigt sie häufig mit lästigen Recherchen.

### Chief Karen Vick
Karen C. Vick (geborene Dunlap) ist die Chefin des Santa Barbara Police Department. Sie gilt als streng aber fair, allerdings engagiert sie Shawn und Burton zu Beginn eines neuen Falls nur widerwillig. Shawn gelingt es aber meist, sie von seiner Nützlichkeit zu überzeugen.

### Henry W. Spencer
Henry William Spencer Jr. ist Shawns Vater, ehemaliger Polizist (Sergeant) und trainierte seinen Sohn seit dessen Kindheit für eine Polizistenkarriere. Dabei ging er hart mit ihm um und lobte ihn kaum, was schließlich dazu führte, dass sein Sohn auszog. Henry verhaftete Shawn, nachdem dieser für ein Mädchen ein Auto gestohlen hatte, obwohl ihm klar war, dass Shawn durch die Vorstrafe nicht mehr Polizist werden konnte.
Zu Beginn der Serie haben Shawn und Henry keinen Kontakt zueinander, doch im Laufe der Zeit bittet Shawn seinen Vater immer wieder einmal um Mithilfe.

## Besetzung und Synchronisation
Die deutsche Synchronisation entstand unter dem Dialogbuch und unter der Dialogregie von Michael Nowka durch die Synchronfirma Hermes Synchron GmbH in Potsdam.
| Hauptdarsteller             | Hauptdarsteller      | Hauptdarsteller     | Hauptdarsteller | Hauptdarsteller | Hauptdarsteller | Hauptdarsteller | Hauptdarsteller | Hauptdarsteller | Hauptdarsteller | Hauptdarsteller | Hauptdarsteller | Hauptdarsteller |
| Rolle                       | Schauspieler         | Synchronsprecher    | 1               | 2               | 3               | 4               | 5               | 6               | 7               | 8               | Episoden | Episoden        |
| --------------------------- | -------------------- | ------------------- | --------------- | --------------- | --------------- | --------------- | --------------- | --------------- | --------------- | --------------- | --- | --------------- |
| Shawn Spencer               | James Roday          | Robin Kahnmeyer     |                 |                 |                 |                 |                 |                 |                 |                 | 1.01–8.10 | 121             |
| Burton „Gus“ Guster         | Dulé Hill            | Tobias Nath         |                 |                 |                 |                 |                 |                 |                 |                 | 1.01–8.10 | 121             |
| Carlton Lassiter            | Timothy Omundson     | Peter Flechtner     |                 |                 |                 |                 |                 |                 |                 |                 | 1.01–8.10 | 121             |
| Henry Spencer               | Corbin Bernsen       | Joachim Siebenschuh |                 |                 |                 |                 |                 |                 |                 |                 | 1.01–8.10 | 121             |
| Juliet O’Hara               | Maggie Lawson        | Dascha Lehmann      |                 |                 |                 |                 |                 |                 |                 |                 | 1.02–8.04; 8.06; 8.10 | 116             |
| Karen Vick                  | Kirsten Nelson       | Katrin Zimmermann   |                 |                 |                 |                 |                 |                 |                 |                 | 1.01–4.05; 4.10–5.01; 5.04–5.08; 5.13–6.04; 6.07; 6.13–7.03; 7.07–7.11; 7.14–8.03; 8.06; 8.10                                                                      | 79              |
| Nebendarsteller             |                      |                     |                 |                 |                 |                 |                 |                 |                 |                 | |                 |
| Officer Buzz McNab          | Sage Brocklebank     | Wanja Gerick        |                 |                 |                 |                 |                 |                 |                 |                 | 1.01–1.07; 1.12; 2.01–2.13; 2.16; 3.03; 3.05; 3.08; 3.11; 3.14–4.02; 4.05–4.09; 4.12–5.06; 5.10; 5.13–5.16; 6.02–6.04; 6.11–7.02; 7.07; 7.09; 7.14–7.16; 8.07–8.10 | 59              |
| Shawn Spencer (als Kind)    | Josh Hayden          | Oscar Räuker        |                 |                 |                 |                 |                 |                 |                 |                 | 1.01 | 1               |
| Shawn Spencer (als Kind)    | Kyle Pejpar          | Oscar Räuker        |                 |                 |                 |                 |                 |                 |                 |                 | 1.02 | 1               |
| Shawn Spencer (als Kind)    | Liam James           | Oscar Räuker        |                 |                 |                 |                 |                 |                 |                 |                 | 1.03–2.16; 3.03–3.04; 3.06–3.07; 3.09–4.11; 4.13–5.03; 5.05 | 60              |
| Shawn Spencer (als Kind)    | Skyler Gisondo       | Oscar Räuker        |                 |                 |                 |                 |                 |                 |                 |                 | 5.07–5.08; 5.11; 5.14; 5.16–6.01; 6-04–6.06; 6.10; 6.16 | 11              |
| Burton „Gus“ Guster (Kind)  | Julien Hill          | Leonard Walenta     |                 |                 |                 |                 |                 |                 |                 |                 | 1.02 | 1               |
| Burton „Gus“ Guster (Kind)  | Isaah Brown          | Leonard Walenta     |                 |                 |                 |                 |                 |                 |                 |                 | 1.06; 1.09–1.10; 1.13; 1.15 | 5               |
| Burton „Gus“ Guster (Kind)  | Carlos McCullers II  | Leonard Walenta     |                 |                 |                 |                 |                 |                 |                 |                 | 2.01–2.02; 2.04–2.06; 2.09–2.11; 2.14; 3.06–3.07; 3.10; 3.15; 4.04; 4.08; 4.11; 5.01–5.03; 5.05; 5.07–5.08; 5.11; 6.04                                             | 24              |
| Woody der Gerichtsmediziner | Kurt Fuller          | Frank-Otto Schenk   |                 |                 |                 |                 |                 |                 |                 |                 | 4.07; 4.11; 4.15; 5.03–5.04; 5.08; 5.15; 6.01–6.03; 6.05; 6.11; 6.13–6.14; 6.16–7.01; 7.03; 7.06–7.11; 7.13; 7.15–7.16; 8.03–8.06; 8.08–8.10                       | 34              |
| Gastdarsteller              |                      |                     |                 |                 |                 |                 |                 |                 |                 |                 | |                 |
| Winnifred Guster            | Phylicia Rashād      | Marianne Groß       |                 |                 |                 |                 |                 |                 |                 |                 | 2.10; 3.09; 8.09 | 3               |
| William „Bill“ Guster       | Ernie Hudson         | Jörg Hengstler      |                 |                 |                 |                 |                 |                 |                 |                 | 2.10 | 1               |
| William „Bill“ Guster       | Keith David          | Jörg Hengstler      |                 |                 |                 |                 |                 |                 |                 |                 | 3.09 | 1               |
| Madeleine Spencer           | Cybill Shepherd      | Monica Bielenstein  |                 |                 |                 |                 |                 |                 |                 |                 | 3.01–3.02; 3.15; 5.16; 7.02 | 5               |
| Abigail Lytar               | Rachael Leigh Cook   | Giuliana Jakobeit   |                 |                 |                 |                 |                 |                 |                 |                 | 3.02; 3.16; 4.02; 4.06; 4.10; 4.16 | 6               |
| Mary Lightly                | Jimmi Simpson        | Marcel Collé        |                 |                 |                 |                 |                 |                 |                 |                 | 3.16; 4.16; 5.16; 7.15–7.16 | 5               |
| Mr. Yang                    | Ally Sheedy          | Arianne Borbach     |                 |                 |                 |                 |                 |                 |                 |                 | 3.16; 4.16; 5.16; 7.15–7.16 | 5               |
| Pierre Despereaux           | Cary Elwes           | Axel Malzacher      |                 |                 |                 |                 |                 |                 |                 |                 | 4.01; 5.10; 6.10; 8.01 | 4               |
| Ken Wong                    | Jerry Shea           | Dirk Petrick        |                 |                 |                 |                 |                 |                 |                 |                 | 5.01; 5.11 | 2               |
| Curt Smith                  | Curt Smith           |                     |                 |                 |                 |                 |                 |                 |                 |                 | 5.08; 7.05; 8.09 | 3               |
| Declan Rand                 | Nestor Carbonell     | Oliver Feld         |                 |                 |                 |                 |                 |                 |                 |                 | 5.08–5.09 | 2               |
| Marlowe Viccellio           | Kristy Swanson       | Maud Ackermann      |                 |                 |                 |                 |                 |                 |                 |                 | 6.03; 6.13; 7.06–7.07; 8.02; 8.07 | 6               |
| Frank O'Hara                | William Shatner      | Klaus Sonnenschein  |                 |                 |                 |                 |                 |                 |                 |                 | 6.07; 6.11 | 2               |
| Rachael                     | Parminder Nagra      | Rubina Kuraoka      |                 |                 |                 |                 |                 |                 |                 |                 | 7.02; 7.04; 7.06; 7.12 | 4               |
| Lloyd French                | Jeffrey Tambor       | Eberhard Haar       |                 |                 |                 |                 |                 |                 |                 |                 | 7.04; 7.08 | 2               |
| Harris Trout                | Anthony Michael Hall | Tobias Kluckert     |                 |                 |                 |                 |                 |                 |                 |                 | 7.14; 8.02; 8.04 | 3               |
| Betsy Brannigan             | Mira Sorvino         | Sabine Falkenberg   |                 |                 |                 |                 |                 |                 |                 |                 | 8.08–8.10 | 3               |

## Ausstrahlung

### Übersicht
| Staffel            | Episoden | Erstausstrahlung               | Erstausstrahlung                        | Erstausstrahlung                      | DVD                | DVD            | DVD            |
| Staffel            | Episoden | USA (USA Network)              | DE RTL (bis 6.05) / Super RTL (ab 6.06) | CH 3+ (bis 2.16) / SRF zwei (ab 3.01) | Vereinigte Staaten | Großbritannien | Deutschland    |
| Staffel 1          | 15       | 7. Juli 2006 – 2. März 2007    | 30. Okt. 2007 – 4. März 2008            | 25. Okt. 2007 – 31. Jan. 2008         | 27. Juni 2007      | 1. Sep. 2008   | 24. Apr. 2008  |
| Staffel 2          | 16       | 13. Juli 2007 – 15. Feb. 2008  | 21. Okt. 2008 – 17. Feb. 2009           | 3. März 2010 – 5. Mai 2010            | 8. Juli 2008       | 7. Juni 2010   | 9. Apr. 2009   |
| Staffel 3          | 16       | 18. Juli 2008 – 20. Feb. 2009  | 30. Nov. 2010 – 29. März 2011           | 2. Apr. 2013 – 30. Apr. 2013          | 21. Juli 2009      | 21. Feb. 2011  | 5. Mai 2011    |
| Staffel 4          | 16       | 7. August 2009 – 10. März 2010 | 5. Apr. 2011 – 10. Juli 2012            | 1. Mai 2013 – 3. Juni 2013            | 13. Juli 2010      | 18. Juli 2011  | 2. August 2012 |
| Staffel 5          | 16       | 14. Juli 2010 – 22. Dez. 2010  | 17. Juli 2012 – 11. Juli 2013           |                                       | 31. Mai 2011       | 21. Mai 2012   | 11. Juli 2013  |
| Staffel 6          | 16       | 12. Okt. 2011 – 11. Apr. 2012  | 18. Juli 2013 – 6. Okt. 2014            |                                       | 16. Okt. 2012      | 26. Juli 2013  | 16. Mai 2014   |
| Staffel 7          | 14       | 27. Feb. 2013 – 29. Mai 2013   | 6. Okt. 2014 – 1. Dez. 2014             |                                       | 8. Okt. 2013       |                | 5. März 2015   |
| Psych: The Musical | 2        | 15. Dez. 2013                  | 24. Nov. 2014                           |                                       | 17. Dez. 2013      |                |                |
| Staffel 8          | 10       | 8. Jan. 2014 – 26. März 2014   | 1. Dez. 2014 – 5. Jan. 2015             |                                       | 1. Apr. 2014       |                | 12. Nov. 2015  |
| Psych: The Movie   |          | 7. Dez. 2017                   | 7. Jan. 2019 (Sky Cinema)               |                                       |                    |                |                |

### Vereinigte Staaten
Die 15 Folgen umfassende erste Staffel strahlte USA Network vom 7. Juli 2006 bis zum 2. März 2007 aus. Die zweite Staffel mit 16 Folgen folgte vom Juli 2007 bis Februar 2008. Die ebenfalls 16 Folgen umfassende dritte Staffel lief zwischen Juli 2008 und Februar 2009. Zwischen dem 7. August 2009 und dem 10. März 2010 wurde die vierte Staffel mit erneut 16 Folgen gesendet. Mit auch 16 Folgen wurde die fünfte Staffel vom 14. Juli 2010 bis zum 22. Dezember 2010 ausgestrahlt. Die sechste Staffel mit erneut 16 Folgen wurde am 28. September 2010 angekündigt, die Ausstrahlung der ersten neun Folgen dieser Staffel hat am 12. Oktober 2011 begonnen.
Im Januar 2012 verlängerte USA Network Psych um eine siebte Staffel, deren Ausstrahlung vom 27. Februar bis zum 29. Mai 2013 stattfand. Am 15. Dezember 2013 wurde der Musical-Fernsehfilm Psych: The Musical gesendet. Noch bevor die Ausstrahlung der siebten Staffel in den USA begonnen hat, wurde im Dezember 2012 die Produktion einer achten Staffel angekündigt. Die achte Staffel ist die letzte, das Serienfinale wurde am 26. März 2014 gezeigt.
In den USA war Psych 2006 die erfolgreichste neu gestartete Serie des Jahres auf einem Kabelsender. Um das durch den Streik der US-Autoren verursachte „Loch“ im Jahr 2008 zu füllen, strahlte NBC, der Mutterkonzern von USA Network, Wiederholungen der Serie aus.

### Deutschsprachiger Raum
Der Schweizer Sender 3+ strahlte die erste Staffel vom 25. Oktober 2007 an aus. Die Ausstrahlung auf RTL begann am 30. Oktober 2007 mit einem guten Start, die Werte fielen dann später aber stetig. Der Durchschnitt aller 15 Folgen lag bei 1,93 Millionen 14- bis 49-jährige Zuschauer (19,8 Prozent Marktanteil). Insgesamt konnte der Sender 2,8 Millionen Menschen (12,7 Prozent Marktanteil) für die Ausstrahlung gewinnen.
Die Ausstrahlung der zweiten Staffel startete bei RTL am 21. Oktober 2008 als deutschsprachige Erstausstrahlung, 3+ begann die Ausstrahlung am 3. März 2010. Die Erstausstrahlung bei RTL erreichte im Durchschnitt der 16 Folgen 2,48 Millionen Zuschauer (11,2 Prozent Marktanteil). In der werberelevanten Zielgruppe wurde mit 1,75 Millionen Zuschauern und 18,2 Prozent Marktanteil ein solides Ergebnis erzielt.
Ab dem 30. November 2010 sendete RTL die ebenfalls 16 Folgen umfassende dritte Staffel der Serie. Im Verlauf der Ausstrahlung wurde die neunte Folge Es begab sich aber zu der Zeit … viel zu viel! (Christmas Joy) von RTL vorgezogen und, da es sich um eine Weihnachtsfolge handelt, am 28. Dezember 2010 als fünfte Folge der RTL-Ausstrahlung gesendet. Die Quoten der dritten Staffel setzten den schon in den ersten beiden Staffeln zu beobachtenden Abwärtstrend fort. Mit einem durchschnittlichen Marktanteil von 10,3 Prozent bei 2,39 Millionen Zuschauern des Gesamtpublikums und 1,58 Millionen Zuschauern (15,9 Prozent Marktanteil) der werberelevanten Zielgruppe lag die Ausstrahlung unterhalb des RTL-Senderschnitts.
Im direkten Anschluss an die Ausstrahlung der dritten Staffel startete RTL ab dem 5. April 2011 die deutschsprachige Erstausstrahlung der vierten Staffel, die insgesamt 16 Folgen umfasst. Geplant war die ersten acht Folgen der vierten Staffel zu senden, ausgestrahlt wurden bis zum 10. Mai 2011 schließlich nur die ersten sechs Folgen, deren Einschaltquoten deutlich über denen der dritten Staffel lagen. Die noch ausstehenden zehn Folgen der vierten Staffel wurden ab dem 8. Mai 2012 bei RTL gezeigt.
In der Schweiz wurde die dritte und vierte Staffel auf dem Sender SRF zwei vom 2. April bis zum 3. Juni 2013 ausgestrahlt.
Im Anschluss wurden bis zum 28. August 2012 noch die ersten sieben Episoden der fünften Staffel ebenfalls bei RTL gezeigt. Die restlichen Episoden der fünften Staffel strahlte RTL vom 16. Mai bis zum 11. Juli 2013 aus. Eine Woche später begann der Sender mit der Ausstrahlung der ersten fünf Episoden der sechsten Staffel, die er am 15. August 2013 beendete. Die restlichen Episoden der sechsten Staffel strahlte der RTL-Schwestersender Super RTL ab dem 1. September 2014 in Doppelfolgen aus. Die siebte Staffel startete direkt im Anschluss an die sechste Staffel ab dem 6. Oktober 2014 auf Super RTL. Ebenfalls direkt im Anschluss wurde die letzte Staffel ab dem 1. Dezember 2014 auf Super RTL ausgestrahlt. Das Serienfinale wurde am Montag, den 5. Januar 2015 um 22.10 Uhr ausgestrahlt.
Im deutschen Pay-TV wurde die Serie von 2009 bis 2013 auf TNT Serie ausgestrahlt und wird seit 2014 auf Universal Channel ausgestrahlt. Heute wird die Serie in chronologischer Reihenfolge, 2 Folgen pro Wochentag (Montag bis Freitag), auf dem Free-TV-Sender ZDFneo ausgestrahlt.

### International
Psych wird weltweit in mehr als 32 Ländern ausgestrahlt, darunter im asiatischen Raum über Star World und im arabischen Raum über Showtime Arabia.

## Sonstiges
- Das Titellied wird von der Band des Serienschöpfers Steve Franks (The Friendly Indians) gespielt. Bei manchen Folgen wird es im Vor- oder auch Abspann je nach dem Thema der Folge verändert.
- James Roday schrieb große Teile des Drehbuchs für Psych selbst und führte ab 2009 teilweise selbst Regie.
- James Roday wurde als bester Seriendarsteller 2006 für den Satellite Award und 2008 für den ALMA Award nominiert. Dulé Hill war 2008 für den Image Award und Calum Worthy für den Young Artist Award nominiert.
- In sehr vielen Folgen verwendet einer der Darsteller, meistens Shawn, ein Wort oder eine Redewendung falsch oder im falschen Zusammenhang und sagt dann immer, wenn er darauf hingewiesen wird, „Ich habe beides schon gehört.“
- Ein weiterer Running Gag ist die Verwechslung von Fachbegriffen oder Namen mit ähnlich klingenden Begriffen oder Namen. Meist verwendet Shawn einen falschen Begriff oder nennt, wenn jemand anders einen Begriff verwendet, eine falsche Definition. Daraufhin wird er von Gus korrigiert.
- In vielen Folgen, in denen auf Artikel in der Zeitung hingewiesen wird, zitieren die Darsteller immer erst die Werbeanzeigen. Nach dem Vorlesen der Werbung wird die Zeitung umgedreht.
- Wenn Shawn sich und Gus vorstellt, verwendet er meistens einen falschen Namen für Gus.
- Bei Gesprächen verwickeln sich Shawn und Gus oft in lange Diskussionen, welche meist nur durch einen Dritten unterbrochen werden können.
- In der Regel beginnt jede Folge mit einem für die jeweilige Episode wichtigen Ereignis aus der Kindheit von Shawn und Gus, noch vor dem eigentlichen Vorspann. In diesen Rückblenden erhalten Shawn und Gus normalerweise eine Lektion vom jungen Henry Spencer (Shawns Vater) erteilt, der sich wünscht, dass sein Sohn in seine Fußstapfen tritt und Polizist wird.
- Ein weiterer Running Gag ist, dass, wenn Shawn und Gus bei Verdächtigen, Zeugen etc. zuhause sind und gefragt werden, ob sie etwas zu essen bzw. zu trinken wünschen, Shawn meist nach sehr aufwändigen Dingen fragt, die er letztlich auch bekommt.
- Shawn und Gus beziehen in ihre Diskussionen sehr häufig andere Fernsehserien, aber auch Filme, Schauspieler und andere bekannte Personen der Pop-Kultur ein.
- Shawn und Gus nutzen oft den kleinen, hellblauen Firmenwagen von Gus, einen Toyota Yaris P1F, den sie „Blaubeere“ nennen. In Nordamerika wurde der Wagen als „Echo“ vertrieben.
- In einem Großteil der Folgen taucht – oftmals nur schwer zu sehen – in irgendeiner Form eine Ananas auf. Während der ersten Staffeln wurde von USA Network sogar ein kleines Gewinnspiel veranstaltet, bei dem man für das Entdecken der Ananasse in allen Folgen Preise gewinnen konnte.[20]
- Als Shawn und Gus am Ende der letzten Folge in San Francisco ankommen und dem Chief vorschlagen, wieder als Berater für sie zu arbeiten, sagt sie, sie hätten bereits jemanden. Dieser sei gerade in der Küche, um alles alphabetisch einzuordnen (eine Anspielung an Monk, der seinen Beruf als Privatdetektiv in derselben Stadt nach Serienende nicht aufgegeben hatte).
- Die Serie hat im Laufe der Jahre eine Kult-Anhängerschaft entwickelt, insbesondere in der Zeit nach dem Ende der letzten Staffel, wobei die Fans PsychOs genannt werden.[21]